# Estatua de hermanos

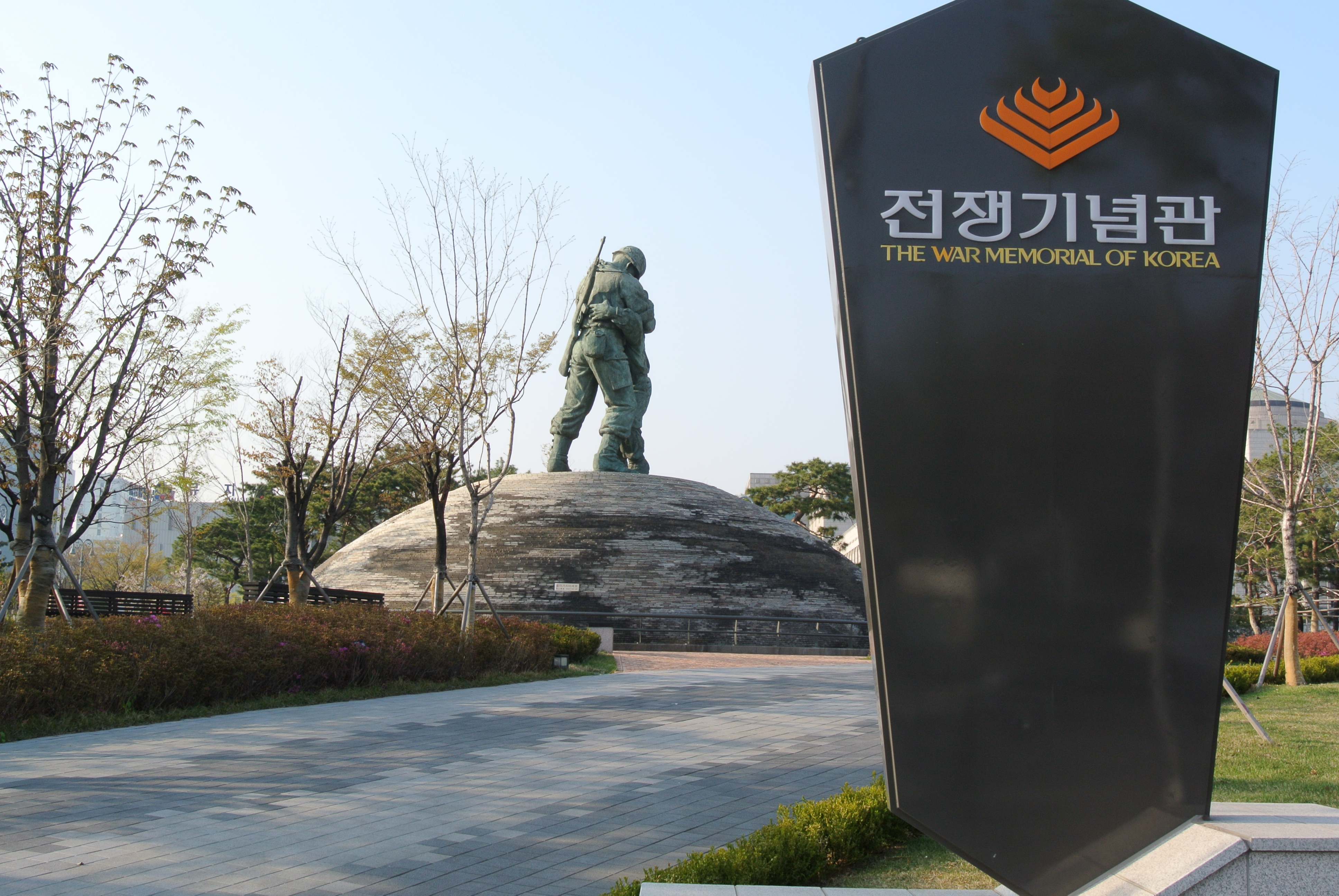
Museo Memorial de la guerra de Corea.

La «Estatua de Hermanos» (Hangul: 형제의 상, Romanización revisada: Hyeongjeui sang) es un símbolo de la guerra de Corea construida por Choi Young-jeep en 1994. 

## Descripción (Ubicada en la estatua)
"La ''Estatua de Hermanos" es un símbolo de la Guerra de Corea de 18 metros de ancho y 11 metros de altura. Consiste de una parte exterior y una parte interior. La parte exterior representa un momento dramático donde un oficial surcoreano y su hermano menor, un soldado norcoreano, se encuentran y abrazan el uno al otro en el campo de batalla. La estatua expresa reconciliación, amor y perdón. La parte interior es una cúpula en forma de tumba construida con piezas de granito recolectadas de diferentes áreas del país simbolizando el sacrificio de nuestros patriotas. La grieta en la cúpula representa la división de Corea y la esperanza por la reunificación.  Los objetos dentro de la cúpula incluyen una pintura mosaico en la pared que representa el espíritu de los coreanos para superar la tragedia nacional y una placa de un mapa de las 16 naciones aliadas que enviaron tropas a la guerra. Las cadena de hierro en el tejado representan los lazos irrompibles de una Corea unificada."

## Naciones Aliadas.
Estados Unidos, Reino Unido, Canadá, Taiwán, Australia, Filipinas, Turquía, Colombia, Países Bajos, Etiopía, Francia, Grecia, Nueva Zelanda, Tailandia, Bélgica, Unión Sudafricana y Luxemburgo. 

## Ubicación de la estatua.
Museo Memorial de la Guerra de Corea.
29 Itaewon-ro, Yongsan-gu, Seúl, Corea del Sur.